# Сух климат
Сухият климат е климатичен тип в класификацията на Кьопен, означаван със символа B. Той се характеризира с ниско ниво на валежите, под нивото на потенциална евапотранспирация.
Нивото на потенциална евапотранспирация се определя като T·20 mm/°C + A, където T средногодишната температура, а A отчита сезонността на валежите и има следните стойности:
- 280 mm, ако 70% от годишните валежи падат през топлото полугодие (април до септември в Северното полукълбо и октомври до март в Южното)
- 140 mm, ако 30 до 70% от годишните валежи падат през топлото полугодие
- 0 mm, ако под 30% от годишните валежи падат през топлото полугодие

Сухият климат обхваща големи части от Северна и Южна Африка, Северна Америка и Южна Америка, Югазападна и Централна Азия, вътрешността на Австралия, характеризиращи се със степни, полупустинни и пустинни ландшафти.
Сухият климат в системата на Кьопен съответства на голяма част от тропичния пояс в класификацията на Алисов, но също и на части от субтропичния и умерения пояс.
Сухият климат се разделя на четири подтипа:
Горещ пустинен климат (BWh)
Характеризира се с много слаби валежи и относително високи температури – годишните валежи са под половината от нивото на евапотранспирация, а средната годишна температура е над 18 °C.
Студен пустинен климат (BWk)
Характеризира се с много слаби валежи и относително ниски температури – годишните валежи са под половината от нивото на евапотранспирация, а средната годишна температура е под 18 °C.
Горещ степен климат (BSh)
Характеризира се с умерено слаби валежи и относително високи температури – годишните валежи са над половината от нивото на евапотранспирация, а средната годишна температура е над 18 °C.
Студен степен климат (BSk)
Характеризира се с умерено слаби валежи и относително ниски температури – годишните валежи са над половината от нивото на евапотранспирация, а средната годишна температура е под 18 °C.